# Brasil República

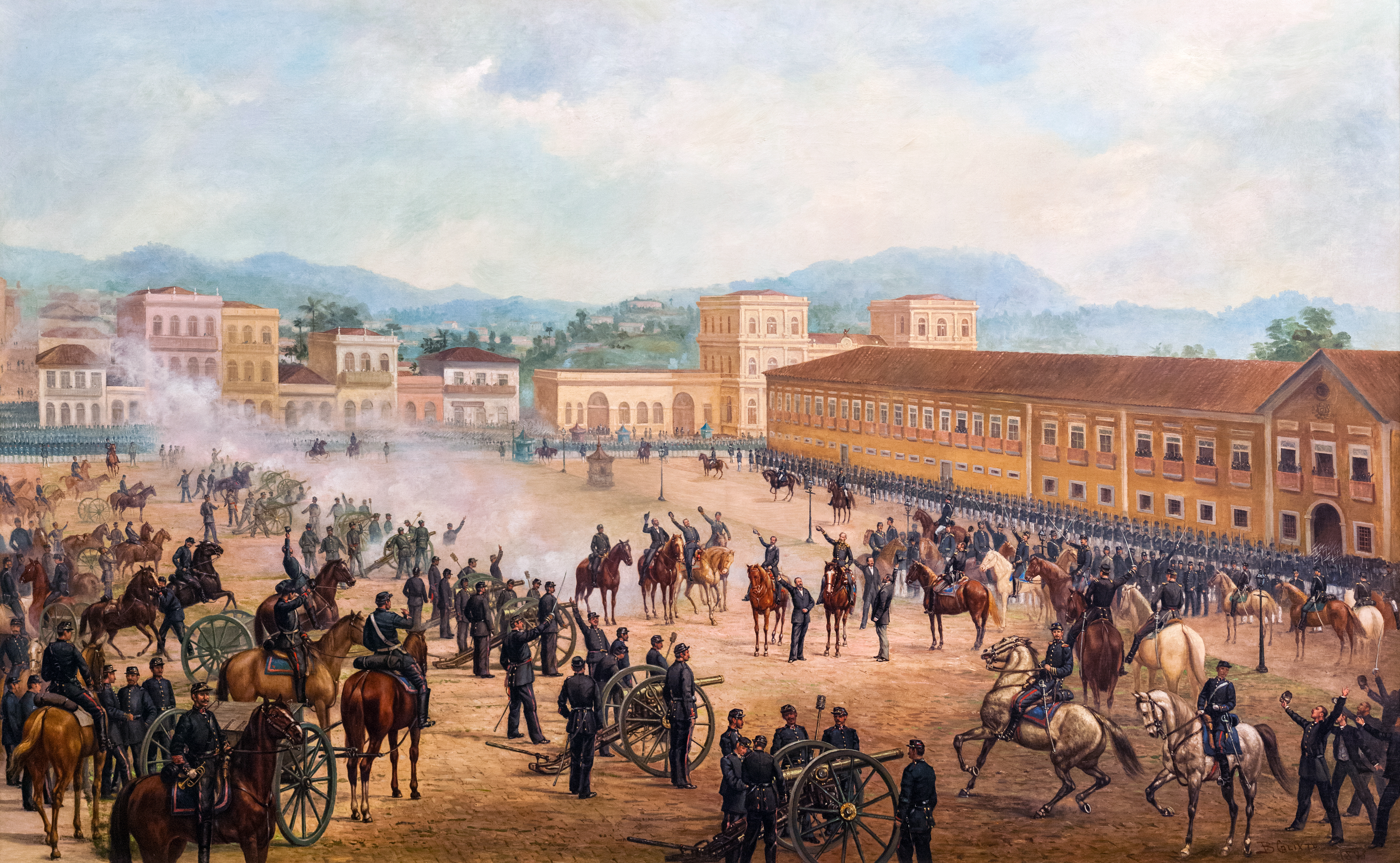
Proclamação da República do Brasil

Brasil República refere-se ao período da história do Brasil em que o regime republicano foi instaurado, ou seja, desde a proclamação da República, que ocorreu com um golpe feito por marechal Deodoro da Fonseca em 15 de novembro de 1889. Este golpe depôs o imperador Pedro II, deixando o país de ser uma monarquia e passando a ser uma república presidencialista, convencionando, em termos historiográficos, um novo período da história brasileira, que perdura até hoje.

## Fundamentação
Com relação a fundamentação filosófica dos grupos militares e latifundiários (ruralistas), a filosofia de Auguste Comte, o positivismo teve papel marcante e relevante na implantação deste regime.

A Constituição Republicana, orquestrada no contexto da Proclamação da República, sinaliza à compreensão de como o ideário do Positivismo criado na França por Auguste Comte, enquanto corrente de pensamento norteadora, juntamente com a Constituição dos Estados Unidos, influenciaram no texto constitucional brasileiro promulgado em 1891.— 

## Nomes oficiais

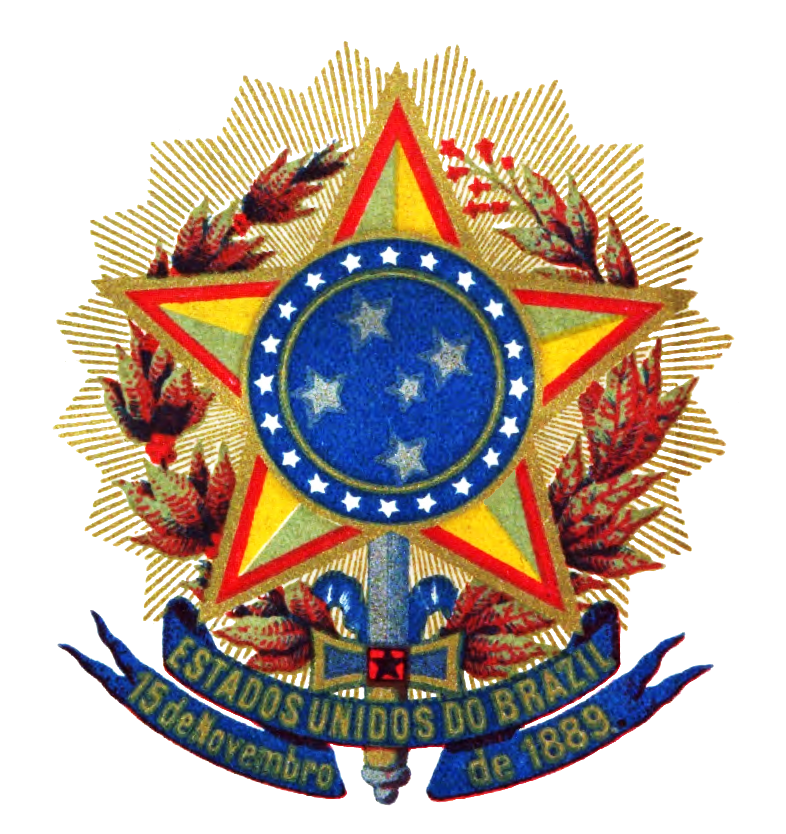
Brasão de Armas dos Estados Unidos do Brazil

"República Federativa do Brasil" é o nome oficial do país utilizado pela Constituição de 1967 e mantido na sua sucessora (a de 1988). Anteriormente, a designação oficial era "Estados Unidos do Brasil". O Estado brasileiro corresponde a uma democracia presidencialista republicana e federalista, nos termos da Constituição de 1988, a sexta da República.

## Cronologia
Esse período possui a seguinte divisão:
- República Velha (1889 a 1930)
  - República da Espada
  - República Oligárquica (república do café com leite)
- Era Vargas (1930 a 1945)
  - Governo Provisório
  - Governo Constitucionalista
  - Estado Novo
- República Populista (1945 a 1964)
- Regime Militar do Brasil (1964 a 1985)
- Nova República (desde 1985)

Há periodização feita a partir da história constitucional:
- Governo Provisório (15 de novembro de 1889 a 24 de fevereiro de 1891), transição entre a proclamação da república e a promulgação da 1ª Constituição republicana
- Primeira República (24 de fevereiro de 1891 a 16 de julho de 1934), vigência da Constituição brasileira de 1891
- Segunda República (16 de julho de 1934 a 10 de novembro de 1937), vigência da Constituição brasileira de 1934
- Terceira República (10 de novembro de 1937 a 18 de setembro de 1946), vigência da Constituição brasileira de 1937
- Quarta República (18 de setembro de 1946 a 15 de março de 1967), vigência da Constituição brasileira de 1946
- Quinta República (15 de março de 1967 a 5 de outubro de 1988), vigência da Constituição brasileira de 1967
- Sexta República (desde 5 de outubro de 1988), vigência da Constituição brasileira de 1988